# 南京明州码头
南京明州码头有限公司（Nanjing Mingzhou Terminal Co.,Ltd）是由国际大港之一的宁波港股份有限公司与江苏省最具规模的航运企业南京江海集团有限公司合资组建的码头公司，是南京市“十一五”重点工程，前期投资近10亿人民币，于2010年8月建成并投入试运行。

## 码头地址
南京明州码头位于南京龙潭水道右岸的龙潭河口上游侧，其上游是龙潭港区三期散杂货泊位，对应长江航道是长江129#和130#黑浮之间南岸，码头前沿坐标上角点为：X=3562831.597，Y=40408343.162；下角点为：X=3563231.630，Y=40408880.631。
地址：南京市栖霞区疏港路1号

## 码头前沿
南京明州码头位于南京龙潭港区，岸线700米，陆域纵深1000米，前沿水深-14.5米。南京明州码头按照通用码头设计，目前拥有4个5万吨级通用泊位，设计年通过能力649万吨，主营件杂货、散货和集装箱装卸业务。码头配备了国内一流的装卸设备及设施，能满足8万吨以下各类散杂货、集装箱船舶作业需求。
堆场以水泥混凝土连锁块铺就，全部经过严格处理。已建成散杂货堆场越11万平方米，件杂货堆场9万平方米，仓库6000平方米，预留堆场面积约20万平方米，最终可形成一次性250万—300万吨的散货堆存能力。

### 外江码头
沿长江水流方向，前432米为散货泊位，后268米为件杂货泊位。
　　

### 泊位设置
连续设置4个5万吨级。
　　

### 散货泊位
配备两台抓斗卸船机和一台装船机，两台斗轮机：
- 卸船机作业效率为1250吨/小时；
- 装船机作业效率为1250吨/小时；
- 斗轮机堆取料效率2500吨/小时。

### 件杂货泊位
配备了四台多用途门座起重机：两台16吨、两台台40吨。起身高度都为23/-17m，伸展幅度为33/10m。

## 企业优势

### 优越的地理位置
南京明州码头地处长江下游南京港龙潭港区，占地面积约70万平方米。码头岸线总长700米，江面宽阔，深泓近岸，水域条件良好，前沿水深常年保持在-14.5m以上，水势平稳，万吨级船舶可常年通航。陆域纵深1000m，为港口堆存、仓储提供了便利的条件。

### 方便快捷的区位优势
南京明州码头位于国家级南京经济技术开发区内，距南京市区30公里，距镇江28公里，南侧有312国道、沪宁高速及铁路货运站，6车道疏港公路使得港区和南京、镇江连成一体，而疏港公路还会继续东沿，形成沪宁间沿江快速通道。周边聚集了众多的贸易、加工、物流、仓储企业，具备优良、畅通的集疏运条件和方便、快捷的货物通关环境，货物可通达世界各主要港口。